# خريستو ديميتروف
خريستو ديميتروف هو مصارع هاوي بلغاري، ولد في 16 نوفمبر 1968 في لوفتش في بلغاريا.

## وصلات خارجية
- خريستو ديميتروف على موقع قاعدة بيانات المصارعة الدولية (الإنجليزية)
- خريستو ديميتروف على موقع أوليمبيديا (الإنجليزية)